# Рёкк, Марика
Ма́рика Рёкк (венг. Rökk Marika, нем. Marika Rökk (произношениео файле); 3 ноября 1913, Каир — 16 мая 2004, Баден, Австрия) — немецко-австрийская киноактриса, эстрадная танцовщица и певица венгерского происхождения, расцвет карьеры которой пришёлся на нацистский период в немецком кино.

## Биография

### Детство и начало танцевальной карьеры
Мария Каролина Рёкк родилась 3 ноября 1913 года в Каире в семье венгерского архитектора Эдуарда Рёкка и его жены Марии Каролины Шарлотты. Летом 1914 года семья вернулась в Будапешт. С началом Первой мировой войны отца призвали в армию, где он служил лейтенантом в военно-инженерных войсках. Рано распознав талант Марики, которая много и с удовольствием танцевала, мать записала её на уроки танцев. Первое публичное выступление дочери было организовано на деньги отца, который после войны стал строительным предпринимателем. В 9 лет Марика впервые представила на сцене двенадцать танцевальных номеров, получив одобрительные отзывы.
В 1924 году семья переехала в Париж, где отец надеялся найти новую работу. Здесь Марика продолжила заниматься хореографией у русской балерины Рудковской. В этом же году в 11-летнем возрасте начала солировать в составе балетной труппы Гертруды Хофман «Девочки Хофман» (англ. «Hoffman Girls») в знаменитом парижском кабаре «Мулен Руж».
В 1925—1929 годах в составе той же труппы танцевала на Бродвее в Нью-Йорке и в других городах США. Там же продолжила своё танцевальное образование — училась «американскому стилю» у Нэда Вэйбёрна. В 1928 году безуспешно попыталась попасть в знаменитое американское шоу «Безумства Зигфелда». В 1929 году вернулась в Европу; выступала в оперетте и варьете в Монте-Карло, Берлине, Лондоне, Париже, Канне, Будапеште и Вене.
В 1930 году дебютировала в кино в эпизодической роли в музыкальной комедии «Почему моряки покидают дом» (1930) английского режиссёра Монти Бэнкса. В 1933 году получила первую большую роль в комедийном музыкальном фильме «Поезд привидений».

### Карьера кинозвезды
В 1934 году немецкая киностудия УФА заключила с Марикой Рёкк двухгодичный контракт. В 1935 году она снялась в своём первом немецком фильме «Лёгкая кавалерия» по одноимённой оперетте Франца фон Зуппе. С этой картины, повествующей о жизни артистов цирка, началась её карьера в кино Третьего рейха.
В 1939 году совместно с Царой Леандер она снялась в фильме «Средь шумного бала» (реж. Карл Фрёлих) на вымышленный сюжет о любви аристократки Екатерины Муракиной к композитору П. И. Чайковскому. В нём раскрылась драматическая сторона таланта Марики Рёкк.
В 1940 году Марика Рёкк вышла замуж за режиссёра Георга Якоби, который с 1935 года снимал фильмы с её участием. Благодаря таким фильмам, как «Средь шумного бала» (1939) и «Кора Терри» (1940), она стала одной из крупнейших кинозвезд своей эпохи.
В 1941 году в дуэте с Вилли Фричем она сыграла главную роль в первом цветном немецком фильме «Женщины всё же лучшие дипломаты», а вершиной её кинокарьеры стала цветная музыкальная комедия «Девушка моей мечты» (1944).
Кинокартины этого периода с её участием часто следовали однотипной сюжетной линии (которая стала визитной карточкой Рёкк): она снова и снова играла изначально непризнанный талант, который побеждает всевозможные невзгоды и в конечном итоге празднует триумф в грандиозном финале на сцене. Изюминкой многих её фильмов были большие танцевальные сцены, зачастую смелые для своего времени: так, например, в «Коре Терри» она танцевала в облегающем костюме-двойке со змеёй на плечах — редкое исключение в довольно сдержанном кинематографе Германии того времени.

### Положение в Третьем рейхе
Самым большим поклонником Марики Рёкк после Гитлера был Геббельс: фюрер посылал ей розы, а его министр пропаганды якобы даже похлопывал её по колену под столом. Визиты актрисы означали для Геббельса «небольшое расслабление», и он знал, что весёлые фильмы с энергичной Рёкк бесценны как средство отвлечения от тягот повседневной жизни военного времени. Даже если Геббельс ей не особенно нравился, Рёкк, которая заботилась о своей карьере, была польщена его расположением. Гитлера она благодарила за внимание в телеграммах и письмах:

Если мне, мой фюрер, хоть на несколько мгновений удалось развлечь вас и немного отвлечь от вашей ответственной работы, я бесконечно горда и счастлива.
Оригинальный текст (нем.)Wenn ich Sie, mein Führer, für ein paar Augenblicke erheitern und von Ihrer verantwortungsvollen Arbeit ein wenig ablenken konnte, so bin ich darüber unendlich stolz und glücklich.

Она была на ты с рейхсфильминтендантом группенфюрером СС Хансом Хинкелем, и это принесло свои плоды: её гонорар составлял 1000 рейхсмарок в день.
После того как еврейский кинопродюсер и режиссёр Альфред Цейслер и его жена Лиен Дайерс бежали за границу из-за угрозы ареста, Марика Рёкк приобрела их виллу в Бабельсберге, конфискованную национал-социалистами, и переехала туда вместе с мужем.
В 1944 году Имперское министерство народного просвещения и пропаганды включило её в «Список одарённых от Бога» (нем. Gottbegnadeten-Liste), который составлялся при личном участии Гитлера и в который вошли самые видные деятели культуры и искусства национал-социалистической Германии.
В своих воспоминаниях Марика Рёкк описала годы в Третьем рейхе как лучшие в своей жизни.

### Послевоенная карьера
В момент окончания Второй мировой войны Марика Рёкк находилась в Баварии. Выступала с концертами перед американскими солдатами. Из-за её работы в пропагандистских фильмах, таких как «Концерт по заявкам» (1940) и по подозрению в шпионаже в пользу национал-социалистов ей запретили выступления в Германии и Австрии. В 1947 году с неё сняли обвинения в шпионаже. Тогда же она была реабилитирована и судом чести Союза актёров Австрии.
В 1948 году она возобновила карьеру киноактрисы, снявшись в австрийских фильмах «Фрегола» (1948) и «Дитя Дуная» (1950, первый австрийский цветной фильм), выпущенных студией «Вин-Фильм Розенхюгель» (Wien-Film Rosenhügel), которая до 1955 года официально находилась под советским контролем. С 1951 года она снова играла в немецких фильмах своего мужа, снятых по старому рецепту («Королева чардаша», 1951 и др.). Фильм «В ночь перед премьерой» стал последней работой Рёкк с Георгом Якоби. В 1958 году она вернулась на сцену и до 1986 года играла и пела в опереттах в Вене, Мюнхене, Гамбурге и Западном Берлине.
30 ноября 1984 года в Немецком театре в Мюнхене дала официальный прощальный спектакль «Бал в Савойе». В 1985 году сыграла свою последнюю роль в кино в фильме «Замок Кёнигсвальд» Петера Шамони.
В 1992 году в Будапеште по случаю 110-летия со дня рождения Имре Кальмана Марика Рёкк в возрасте 79 лет выступила в заглавной партии оперетты «Марица» (за свою жизнь она исполнила эту партию более семисот раз), при этом исполняла чечетку, зажигательные танцы и сложнейшие пируэты, не всегда доступные даже более молодым артистам.
Её последние выступления состоялись в 1996 году на Весеннем фестивале народной музыки в Германии.
Несмотря на преклонный возраст, она старалась сохранить хорошую физическую форму и бодрое расположение духа. На вопрос журналистов, что для неё является самым главным в жизни, не задумываясь, отвечала: «Движение!», а когда 86-летнюю кинозвезду, попавшую в больницу Бадена, спросили, как ей удалось сохранить столь молодой вид, шутливо ответила: «Господь Бог, давая мне это тело и это лицо, просто запамятовал о морщинах».
В 90-летнем возрасте Рёкк активно работала над выпуском ревю для ARD, который так и остался незавершённым: 16 мая 2004 года она умерла от инфаркта в своём доме в Бадене под Веной. Похоронена на местном кладбище.

## Память
Одна из улиц Бадена под Веной была названа в честь Марики Рёкк.
3 ноября 2013 года в ознаменование 100-летия со дня рождения артистки в Будапештском театре оперетты состоялся юбилейный гала-концерт с приглашенными мировыми звездами кино и эстрады.

## Семья и личная жизнь
- Отец Эдуард Рёкк[венг.] (1886—1951) — спортсмен (в молодости), архитектор, строительный подрядчик, позже менеджер своей дочери-танцовщицы;
- Мать Мария Каролина Шарлотта (урождённая Карой (венг. Karoly), являлась родной сестрой Йенё Карой — знаменитого футболиста сборной Венгрии, первого тренера Ювентуса);
- Брат Эде Рёкк[венг.] (1911—1990) — футболист (трижды игравший за сборную Венгрии).

### Мужья и ребёнок
- Первый брак (1940—1964) — Георг Якоби[нем.] (1882—1964), немецкий сценарист, кинопродюсер и режиссёр. С 1935 года снимал Марику в своих фильмах; был старше её на 31 год.
  - дочь Габриэла Ангела Якоби[нем.] (род. 13 апреля 1944 года, Зальцбург) — актриса.

В 1943 году в фильме «Девушка моей мечты» Марика Рёк снималась беременной.
- Второй брак (1968—1985) — Фред Рауль[нем.] (1913—1985), австрийский актёр и режиссёр.

В 1984 году Марика вышла на пенсию для ухода за тяжелобольным Раулем.
Марика Рёкк и Фред Рауль похоронены вместе на кладбище Хелененфридхоф в Бадене под Веной.

## Фильмография
| Год       |    | Русское название                  | Оригинальное название               | Роль                                                                   |
| --------- | -- | --------------------------------- | ----------------------------------- | ---------------------------------------------------------------------- |
| 1930      | ф  | Почему моряки покидают дом        | Why Sailors Leave Home              | эпизод (дебют в кино)                                                  |
| 1932      | ф  | Целуй меня слаще                  | Csókolj meg, édes                   | Терике / Terike                                                        |
| 1932      | ф  | Поцелуй меня, сержант             | Kiss Me Sergeant                    | танцовщица / dancer                                                    |
| 1933      | ф  | Поезд привидений                  | Ghost Train / Kísértetek vonata     | Мари / Mary                                                            |
| 1935      | ф  | Лёгкая кавалерия                  | Leichte Kavallerie                  | Розика / Rosika                                                        |
| 1936      | ф  | Горячая кровь                     | Heißes Blut                         | Марика фон Кёрёши / Marika von Körössy                                 |
| 1936      | ф  | Нищий студент                     | Der Bettelstudent                   | Бронислава, дочь / Bronislawa, Töchter                                 |
| 1937      | ф  | Гаспароне                         | Gasparone                           | Ита / Ita                                                              |
| 1937      | ф  | Дорогой, ты едешь со мной!        | Und Du mein Schatz fährst mit       | Мария Зейдлиц / Maria Seydlitz                                         |
| 1937      | ф  | Карусель                          | Karussell                           | Эрика Хюбнер / Erika Hübner                                            |
| 1938      | ф  | Однажды майской ночью             | Eine Nacht im Mai                   | Инга Флеминг / Inge Fleming                                            |
| 1939      | ф  | Средь шумного бала                | Es war eine rauschende Ballnacht    | Настасья Петровна Ярова / Nastassja Petrowna Jarowa, Dancer            |
| 1939      | ф  | Привет, Жанин                     | Hallo Janine                        | Жанин / Janine                                                         |
| 1939      | ф  | Танцующее сердце                  | Tanzendes Herz                      | (фильм не завершён)                                                    |
| 1939      | ф  | Дикая роза                        | Vadrózsa                            |                                                                        |
| 1940      | ф  | Кора Терри                        | Kora Terry                          | Кора Терри и Мара Терри / Kora Terry и Mara Terry                      |
| 1940      | ф  | Концерт по заявкам                | Wunschkonzert                       | (танцевальный номер)                                                   |
| 1941      | ф  | Женщины — всё же лучшие дипломаты | Frauen sind doch bessere Diplomaten | Мари-Луиза Палли / Marie-Luise Pally                                   |
| 1941      | ф  | Танец с кайзером                  | Tanz mit dem Kaiser                 | Кристина фон Альфин / Christine von Alvin                              |
| 1942      | ф  | Люби меня                         | Hab’ mich lieb!                     | Моника Кох / Monika Koch                                               |
| 1944      | ф  | Девушка моей мечты                | Die Frau meiner Träume              | Юлия Кёстер, танцовщица-звезда / Revuestar Julia Köster                |
| 1948      | ф  | Фрегола                           | Fregola                             | Фрегола / Fregola                                                      |
| 1950      | ф  | Дитя Дуная                        | Kind der Donau                      | Марика / Marika                                                        |
| 1951      | ф  | Королева чардаша                  | Die Csardasfürstin                  | Сильва Вареску / Sylva Varescu                                         |
| 1951      | ф  | Сенсация в Сан-Ремо               | Sensation in San Remo               | Корнелия / Cornelia                                                    |
| 1953      | ф  | Разведённая                       | Die geschiedene Frau                | Гонда ван дер Лоо / Gonda van der Loo                                  |
| 1953      | ф  | Маска в голубом                   | Maske in Blau                       | Юлишка Варади / Juliska Varady                                         |
| 1957      | ф  | Ночью в «Зелёном какаду»          | Nachts im grünen Kakadu             | Ирена Вагнер / Irene Wagner                                            |
| 1958      | ф  | Такое случается только раз        | Das gab's nur einmal                |                                                                        |
| 1958      | ф  | Сцена свободна для Марики         | Bühne frei für Marika               | Марион Мюллер и Марика Карой / Marion Müller и Marika Karoly           |
| 1959      | ф  | В ночь перед премьерой            | Die Nacht vor der Premiere          | Карола Лорм / Carola Lorm                                              |
| 1960      | ф  | Мой муж, экономическое чудо       | Mein Mann, das Wirtschaftswunder    | Илона Фаркаш / Ilona Farkas                                            |
| 1962      | ф  | Летучая мышь                      | Die Fledermaus                      | Адель / Adele                                                          |
| 1962      | ф  | Сегодня мы идём гулять            | Heute gehen wir bummeln             | Марика Сабо / Marika Sabo                                              |
| 1962      | ф  | Свадебная ночь в раю              | Hochzeitsnacht im Paradies          | Илонка Даварош / Ilonka Davarosch                                      |
| 1964      | тф | Сильвестр шоу                     | Silvester Show                      | певица                                                                 |
| 1973—1973 | с  | Шёнгруберы                        | Die Schöngrubers                    | Тереза Шёнгрубер                                                       |
| 1973      | тф | Последний вальс                   | Der letzte Walzer                   |                                                                        |
| 1980      | тф | Графиня из Нашмаркта              | Die Gräfin vom Naschmarkt           | Рожи Шандор, продавщица гороскопов / Rózsi Sándor, Horoskopverkäuferin |
| 1988      | ф  | Замок Кёнигсвальд                 | Schloß Königswald                   | баронесса фон Бёме / Freifrau von Boehme                               |

## Оперетты
- Пал Абрахам: Бал в Савойе, 1933, 1983, 1984
- Пал Абрахам: Цветок Гавайи[англ.]
- Михай Эйземан[венг.]: Звезда цирка, 1934
- Имре Кальман: Королева чардаша, 1951
- Имре Кальман: Марица
- Иоганн Штраус: Летучая мышь, 1962
- Фред Рэймонд[нем.]: Маска в голубом[нем.], 1966

## Мюзиклы и комедии
- Джерри Херман: «Хелло, Долли!», мюзикл, 1968
- «Графиня с Нашмаркта» (нем. Die Gräfin vom Naschmarkt), 1978
- «Умная мама» (нем. Die kluge Mama), музыкальная комедия
- «Яйцо кукушки» (нем. Das Kuckucksei), комедия, в театре Сант-Паули[нем.], 1986—1987[10]

## Телешоу
- «Женщина в наших мечтах», ведущая телешоу, канал ZDF, 1970

## Дискография
- 1938: Eine Insel aus Träumen geboren (Peter Kreuder / Hans Fritz Beckmann) — «Остров, рождённый мечтами» из фильма «Однажды майской ночью» в сопровождении оркестра Telefunken, Telefunken.
- 1939: Sag’ mir schnell «Gut’ Nacht» (Willi Kollo) — «Пожелай мне скорее спокойной ночи» из фильма «Вечерний визит» с оркестром под управлением Майкла Джари, Telefunken No. A 2920
- 1939: Ich brauche keine Millionen (Peter Kreuder / Hans Fritz Beckmann) — «Мне не нужны миллионы» из фильма «Привет, Жанин» в сопровождении оркестра Telefunken, Telefunken.
- 1941: Wenn ein junger Mann … (Franz Grothe / Willi Dehmel) — «Когда молодой человек…» из фильма «Женщины — всё же лучшие дипломаты», оркестр под управлением Михаэля Яри, Telefunken No. A 10066
- 1940: Für eine Nacht voller Seligkeit (Peter Kreuder / Günther Schwenn) — «За ночь, полную блаженства» из фильма «Кора Терри» с оркестром под управлением Франка Фукса, Telefunken No. A 10260
- 1941: Frühling in Wien (Franz Grothe) — «Весна в Вене» из фильма «Танец с кайзером» с оркестром под управлением Франца Гроте, Telefunken No. A 10394
- 1944: In der Nacht ist der Mensch nicht gern alleine (Franz Grothe / Willi Dehmel) — «Люди не любят оставаться одни по ночам» из фильма «Девушка моей мечты», оркестр Тео Нордхорна, Austroton № W 6028
- 1989: Für eine Nacht voller Seligkeit — «За ночь, полную блаженства», сборник, CD

### на немецком языке
- Marika Rökk, Herz Mit Paprika, Berlin Universitas Verlag, Berlin 1974, 239 Seiten, ISBN 978-3-8004-0807-8
- Meyer, Ursula, Marika Rökk, Fan Album. Art-Wings, München 1999, 180 Seiten, ISBN 978-3-00-004678-0

## Награды и премии
- 1941: Почётный знак Венгерского Красного Креста
- 1948: Премия «Бэмби» — учреждённая в 1948 году старейшая немецкая премия средств массовой информации. Марика Рёкк с Жаном Маре стали первыми обладателями этой премии.
- 1968: Премия «Бэмби»
- 1981: Немецкая кинопремия «Золотая Плёнка»[нем.] за многолетнюю и выдающуюся работу в немецком кино
- 1983: Медаль «Почетная медаль федеральной столицы Вены»[нем.] (золотая), за благотворительную деятельность в сфере культурной жизни Вены
- 1987: Премия «Бэмби»
- 1987: «Баварская кинопремия»[англ.], номинация: лучшей актрисе[11]
- 1990: Премия «Бэмби»
- 1998: Почётная премия «Бэмби»

## Прочее
Копии фильмов, снятых в нацистской Германии, в 1945 году были вывезены в качестве военного трофея в Советский Союз. Вскоре некоторые из них, в том числе и с Марикой Рёкк, вышли в кинопрокат и пользовались большой популярностью по всей стране. С 1946 года трофейная картина «Девушка моей мечты» с огромным успехом демонстрировалась в кинотеатрах, где её посмотрели миллионы зрителей. В СССР фильм был выпущен с возрастным ограничением «для лиц старше 16 лет». Поначалу он шёл без купюр, но впоследствии была вырезана сцена, в которой Марика Рёкк купалась в бочке.
Кроме фильмов, из Германии в СССР был вывезен и некоторый кинореквизит: так, на «Мосфильме» оказалась большая часть гардероба Рёкк. Советская актриса Инна Макарова, снимаясь в фильме «Молодая гвардия» (1948), исполняла танец Любы Шевцовой именно в платье Марики Рёкк.
После Второй мировой войны поклонниками было создано множество клубов в честь Марики Рёкк. Первый из них в Ганновере в 1953 году — Международный клуб Марики Рёкк (Internationale Marika-Rökk-Club).
Брат отца Марики — Карой Рёкк (1891—1970) — венгерский архитектор, участник Первой мировой войны, воевал на «русском фронте», был ранен и взят в плен; в 1920 году, работая в Краснотуранске преподавателем рисования, женился на коллеге — учительнице русского языка Анне Назаровой. Вернулся с супругой в Венгрию в 1921 году, совершив на поезде двухмесячное путешествие, во время которого у них родился ребёнок (всего у них было трое детей).
В феврале 2017 года были опубликованы рассекреченные документы, из которых следует, что организация Гелена, предтеча Федеральной разведывательной службы Германии, исходила из того, что Марика Рёкк и её муж Георг Якоби были агентами МГБ СССР. В документах, датированных 1951 годом, говорится, что супруги поддерживали «контакты с советскими учреждениями», которые «позволяют сделать вывод о шпионской деятельности». Например, магазин шерстяных изделий, который Рёкк собиралась открыть, по мнению разведки, мог бы служить «отличным прикрытием». Однако конкретных доказательств шпионажа в пользу СССР в документах не приводится.